# 危難の海
危難の海（きなんのうみ）は、月の北東半球に位置する月の海の一つであり、月の表側にある。危機の海（ききのうみ）とも言われる。危難の海はネクタリス代に作られた盆地であり、後期インブリウム代の地層が表面を覆っている。表面は黒っぽい洪水玄武岩で覆われている。南西には静かの海がある。
地球から見て月の縁付近に位置するため、南北に長く見えるが、実際には東西の方が長い（南北の幅は約400km、東西の幅は約500km）。秤動によって見え方が大きく変わり、月縁に近づくと細長い楕円形、月縁から離れると円形に近く見える。

秤動で見え方が変化する危難の海（右端）

危難の海の周囲には有名な地形が数多くある。危難の海の南東部にはアガルム岬があり、西端にはヤーキスがある。ヤーキスの東にはピカールがあり、ピカールの北西にはパースがある。